# Cymbidium florinda
Cymbidium florinda là một loài thực vật có hoa trong họ Lan. Loài này được auct. mô tả khoa học đầu tiên năm 1913.